# Friedrich Schaffernak
Friedrich Josef Schaffernak, auch Fritz Schaffernak, (* 27. April 1881 in Windischgrätz, Österreich-Ungarn; † 12. März 1951 in Graz) war ein österreichischer Wasserbauingenieur, Hydrologe und Hochschullehrer. Er war Rektor der Technischen Hochschule Wien.

## Leben
Friedrich Schaffernak studierte an der Technischen Hochschule Graz  Bauingenieurwesen. Ab 1909 war er im k. k. Ministerium für öffentliche Arbeiten als Ingenieur tätig. 1914 promovierte er zum Dr. techn. an der TH Wien, wo er sich 1917 für Hydrologie und Flussbau habilitierte und 1919 zum ordentlichen Professor für Wasserbau II (Wasserwirtschaft, Flussbau und Wasserkraftanlagen) berufen wurde. In den Studienjahren 1926/27 und 1927/28 stand er als Dekan der Bauingenieurschule vor, im Studienjahr 1929/30 war er gewählter Rektor der Technischen Hochschule Wien. 1938 wurde er Nachfolger des zurückgetretenen Prorektors Friedrich Böck, 1947 wurde er emeritiert.
1921 wurde er zum Ehrenbürger der Technischen Hochschule Karlsruhe ernannt, ab 1934 war er wirkliches Mitglied der Österreichischen Akademie der Wissenschaften.
Friedrich Schaffernak starb 1951 im Alter von 69 Jahren. Nach ihm war im 21. Wiener Gemeindebezirk Floridsdorf die Schaffernakgasse benannt, welche 1977 aus dem amtlichen Straßenverzeichnis gestrichen wurde.

## Publikationen (Auswahl)
- 1916: Die Versuchsanstalt für Wasserbau im K.k. Ministerium für öffentliche Arbeiten, Zeitschrift des Österreichischen Ingenieur- und Architekten-Vereines (ÖIAV)
- 1916: Die Theorie des Geschiebebetriebes und ihre Anwendung, Zeitschrift des ÖIAV
- 1922: Neue Grundlagen für die Berechnung der Geschiebeführung in Flussläufen, Leipzig/Wien, F. Deuticke-Verlag, Mitteilungen der Versuchsanstalt für Wasserbau im Bundesministerium für Handel und Gewerbe, Industrie und Bauten
- 1929: Das hydrologische Institut an der Technischen Hochschule in Wien, Hydrologisches Institut der TH Wien
- 1929: Ein Beitrag zur Morphologie des Flussbettes, Hydrologisches Institut der TH Wien
- 1930: Der Einfluß der Koppelung von Flußsystemen auf das Geschieberegime, Hydrologisches Institut der TH Wien
- 1930: Untersuchung über die Wasser- und Geschiebebewegung bei freien Werkseinfängen, Hydrologisches Institut der TH Wien
- 1931 (gemeinsam mit Robert Dachler): Versuchstechnische Lösung von Grundwasserproblemen, Hydrologisches Institut der TH Wien
- 1933: Erforschung der physikalischen Gesetze nach welchen die Durchsickerung des Wassers durch eine Talsperre oder durch den Untergrund stattfindet, Hydrologisches Institut der TH Wien
- 1934 (gemeinsam mit Robert Dachler): Das Widerstandsgesetz für die Wasserströmung durch Kies, Hydrologisches Institut der TH Wien
- 1935: Hydrographie, Springer-Verlag, Wien
- 1936: Die Wasserbautechnik und ihre naturwissenschaftliche Grundlagen, Akademie der Wissenschaften Wien
- 1950: Grundriss der Flussmorphologie und des Flussbaues, Springer-Verlag, Wien